# Franco Cioni
Franco Cioni (Roma, 1º novembre 1943) è un ex rugbista a 15 e allenatore di rugby a 15 italiano, 10 volte internazionale tra il 1967 e il 1970 nel ruolo di terza linea.

## Biografia
Franco Cioni è nato a Roma il 1º novembre 1943 da papà Oreste e mamma Rosa. È l'ultimo di quattro fratelli dopo Malvina, Giorgio e Marcella. Cominciò a giocare all'età di 11 anni all'Olimpic '52. Nel 1958 giocò in serie B con il CUS Roma e tornare due anni più tardi all'Olimpic '52 con cui vinse il campionato di serie B nel 1967 e la promozione in serie A. Il 7 maggio 1967 fece il suo debutto con la Nazionale in Coppa delle Nazioni a Genova contro il Portogallo. Fece parte della squadra che intraprese il suo primo tour intercontinentale, in Madagascar nel 1970, e disputò l'ultimo dei suoi dieci incontri internazionali a Rovigo contro la Romania nell'ottobre 1970. In maglia azzurra disputò 10 incontri e marcò tre mete.
Nel frattempo esordì in serie A nel 1967 con l'Olimpic '52 e la stagione successiva passò al CUS Roma sponsorizzata Buscaglione (e poi Intercontinentale Assicurazioni), dove chiuse la carriera nel 1973.
In seguito intraprese l'attività di allenatore e dirigente. Dal 1973 al 1976 fu allenatore delle giovanili del Colleferro nonché consigliere della Società. Dopo un anno come consigliere del Frascati, fu allenatore (e giocatore nella stagione 1980-81) del Colleferro militante in Serie B, carica che mantenne fino al 1981. Nel 1984 passò alla S.S. Lazio, dal 1985 al 1989 ne fu allenatore in serie B e fino al 1992 consigliere e direttore sportivo. Si trasferì ad Anzio che allenò dal 1994 al 1995.
Il 3 febbraio 2013 prima della partita inaugurale del Sei Nazioni 2013 riceve, assieme a tanti altri ex azzurri, il suo Cap personale della Nazionale come azzurro n. 216.